# Lagunitas-Forest Knolls
Lagunitas-Forest Knolls es un lugar designado por el censo en el condado de Marin en el estado estadounidense de California. En el año 2000 tenía una población de 1,835 habitantes y una densidad poblacional de 166.8 personas por km².

## Geografía
Lagunitas-Forest Knolls se encuentra ubicado en las coordenadas 38°0′54″N 122°41′38″O / 38.01500, -122.69389. Según la Oficina del Censo, la ciudad tiene un área total de 11 km² (4,2 mi²), de la cual 11 km² (4,2 mi²) es tierra y 0 km² (0 mi²) (0%) es agua.

## Demografía
Según la Oficina del Censo en 2000 los ingresos medios por hogar en la localidad eran de $55,917, y los ingresos medios por familia eran $72,411. Los hombres tenían unos ingresos medios de $60,035 frente a los $40,625 para las mujeres. La renta per cápita para la localidad era de $31,504. Alrededor del 6.0% de la población estaban por debajo del umbral de pobreza.